# Arditi (gruppo musicale)
Gli Arditi sono un gruppo musicale svedese di martial industrial e Neoclassicismo musicale, composto da Henry Möller dei Puissance e Mårten Björkman dalle band black metal Algaion and Octinomos.
Il gruppo si formò nel 1997, prendendo il nome dalle rinomate unità speciali italiane Arditi, che occuparono una posizione di rilievo durante la Grande Guerra. Pubblicarono il loro primo EP Unity of Blood nel 2002, a seguire il loro primo full-length Marching On To Victory nel 2003.
In seguito pubblicarono altri full-length, Spirit of Sacrifice nel 2005, Standard of Triumph nel 2006, Omne Ensis Impera nel 2008, Leading The Iron Resistance nel 2011 e altri 3 EP, fra cui un'edizione limitata di uno split album con Toroidh.
Gli Arditi hanno collaborato anche con la black metal band svedese Marduk.

## Discografia

### Album
| Anno | Titolo                      | Formato |
| ---- | --------------------------- | ------- |
| 2003 | Marching on to Victory      | CD      |
| 2004 | United in Blood             | CD      |
| 2004 | Spirit of Sacrifice         | CD      |
| 2006 | Standards of Triumph        | CD      |
| 2008 | Omne Ensis Impera           | CD      |
| 2011 | Leading the Iron Resistance | CD      |
| 2014 | Pylons of the Adversary     | CD      |
| 2015 | Imposing Elitism            | CD      |

### EPS e singoli
| Year | Title                |
| ---- | -------------------- |
| 2002 | Unity of Blood       |
| 2003 | Jedem das Seine      |
| 2005 | Arditi               |
| 2006 | Destiny of Iron      |
| 2009 | Statues of Gods      |
| 2011 | One Will             |
| 2014 | Templets Heliga Härd |
| 2015 | March for the Gods   |

### Collaborazioni
| Year | Title                   |
| ---- | ----------------------- |
| 2004 | United In Blood         |
| 2009 | Statues of Gods         |
| 2014 | Templets Heliga Härd    |
| 2014 | Pylons of the Adversary |